# Fritillaria
Fritillaria es un género de pequeñas plantas bulbosas de la familia de las liliáceas. Este amplio género se encuentra de forma silvestre en terrenos rocosos de colinas próximas al litoral mediterráneo. Se llaman ajedrezadas en castellano, por la pigmentación de sus pétalos, y ese es también el significado de su nombre latino.
En jardinería se cultivan en el exterior, como flores solitarias o formando pequeños grupos en rocallas, bajo arbustos o como borduras en estanques.

## Taxonomía
El género fue descrito por Carlos Linneo y publicado en Species Plantarum 1: 303, en 1753.

#### Etimología
Fritillaria: nombre genérico que deriva del término latino para un cubilete (fritillus),   y, probablemente, se refiere al patrón a cuadros de las flores de muchas especies.

## Sinonimia
- Petilium Ludw., Inst. Reg. Veg., ed. 2: 135 (1757).
- Imperialis Adans., Fam. Pl. 2: 48 (1763).
- Amblirion Raf., Amer. Monthly Mag. & Crit. Rev. 1: 265 (1818).
- Rhinopetalum Fisch. ex D.Don in R.Sweet, Brit. Fl. Gard. 6: t. 283 (1835).
- Baimo Raf., Fl. Tellur. 4: 27 (1836).
- Corona Fisch. ex Graham, Edinburgh New Philos. J. 21: 157 (1836).
- Melorima Raf., Fl. Tellur. 4: 53 (1838).
- Eucrinum (Nutt.) Lindl., Veg. Kingd.: 204 (1846).
- Theresia K.Koch, Linnaea 22: 232 (1849).
- Tozzettia Parl., Nuov. Gen. Sp. Monocot.: 11 (1854).
- Liliorhiza Kellogg, Proc. Calif. Acad. Sci. 2: 46 (1863).
- Lyperia Salisb., Gen. Pl.: 56 (1866).
- Monocodon Salisb., Gen. Pl.: 56 (1866).
- Korolkowia Regel, Gartenflora 22: 161 (1873).
- Sarana Fisch. ex Baker, J. Linn. Soc., Bot. 14: 251 (1874).
- Ochrocodon Rydb., Fl. Rocky Mts.: 164 (1917).[3]